# 黑喜诺

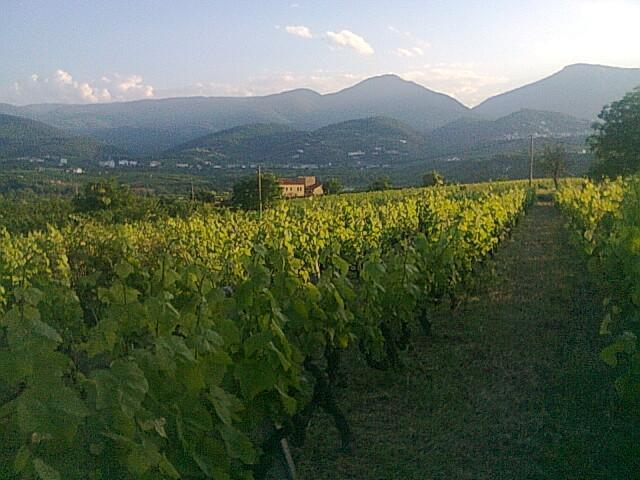
坐落于纳乌萨的葡萄园，生长着著名的黑喜诺葡萄。

黑喜诺（希腊语：Ξινόμαυρο）中文直译为“酸黑”），是一种位于希腊马其顿地区纳乌萨省高地以及周边省份（伊馬夏州, 古迈尼萨州, 阿敏泰歐州）主要的酿酒葡萄。   直到2010 年，黑喜诺只在希腊种植，其总种植面积为1,971公頃（4,870英畝）  。但到了2013年，其种植总面积已达到2,239公頃（5,530英畝）。此外，在中国甘肃省黑喜诺已经进行了一些小规模的初步种植。 

## 产区
纳乌萨地区出产的黑喜诺红葡萄酒已成为希腊最重要以及最受欢迎的葡萄酒之一。 纳乌萨原产地名称保护(PDO) 于1971年被批准成立，产地要求使用100%的黑喜诺葡萄来酿造葡萄酒。由于黑喜诺葡萄酒的酸度和单宁含量较高，非常适合陈年，并且与用内比奥罗葡萄制成的葡萄酒非常相似，通常将其与在意大利备受推崇的巴罗洛葡萄酒进行比较。 在古迈尼萨地区，黑喜诺通常与尼格斯卡葡萄混合生产果味浓郁的高酒精度的葡萄酒。 